# 사카모토 기리야
사카모토 기리야(일본어: 坂本 稀吏也, 2003년 4월 23일~)는 일본의 축구 선수이다.

## 구단 경력
그는 2022년 J2리그의 몬테디오 야마가타에 입단했다. 2023년 J1리그의 사간 도스로 임대 이적했다. 2024년 몬테디오 야마가타로 복귀했다. 2025년 J3리그의 기라반츠 기타큐슈로 이적했다.